# 1158
El 1158 (MCLVIII) fou un any comú començat en dimecres del calendari julià.

## Esdeveniments
- Introducció de la lliura esterlina a Gran Bretanya
- Fundació de l'ordre de Calatrava per a la defensa del cristianisme

## Naixements
- Ermengol VIII, comte d'Urgell